# نوگاولاگامدا
نوگاولاگامدا (به لاتین: Nugawelagammedda) یک منطقهٔ مسکونی در سری‌لانکا است که در استان مرکزی (سری‌لانکا) واقع شده‌است.